# Corycaeus furcifer
Corycaeus furcifer är en kräftdjursart som beskrevs av Claus 1863. Corycaeus furcifer ingår i släktet Corycaeus och familjen Corycaeidae. Inga underarter finns listade i Catalogue of Life.